# Оптимус (клавиатура)

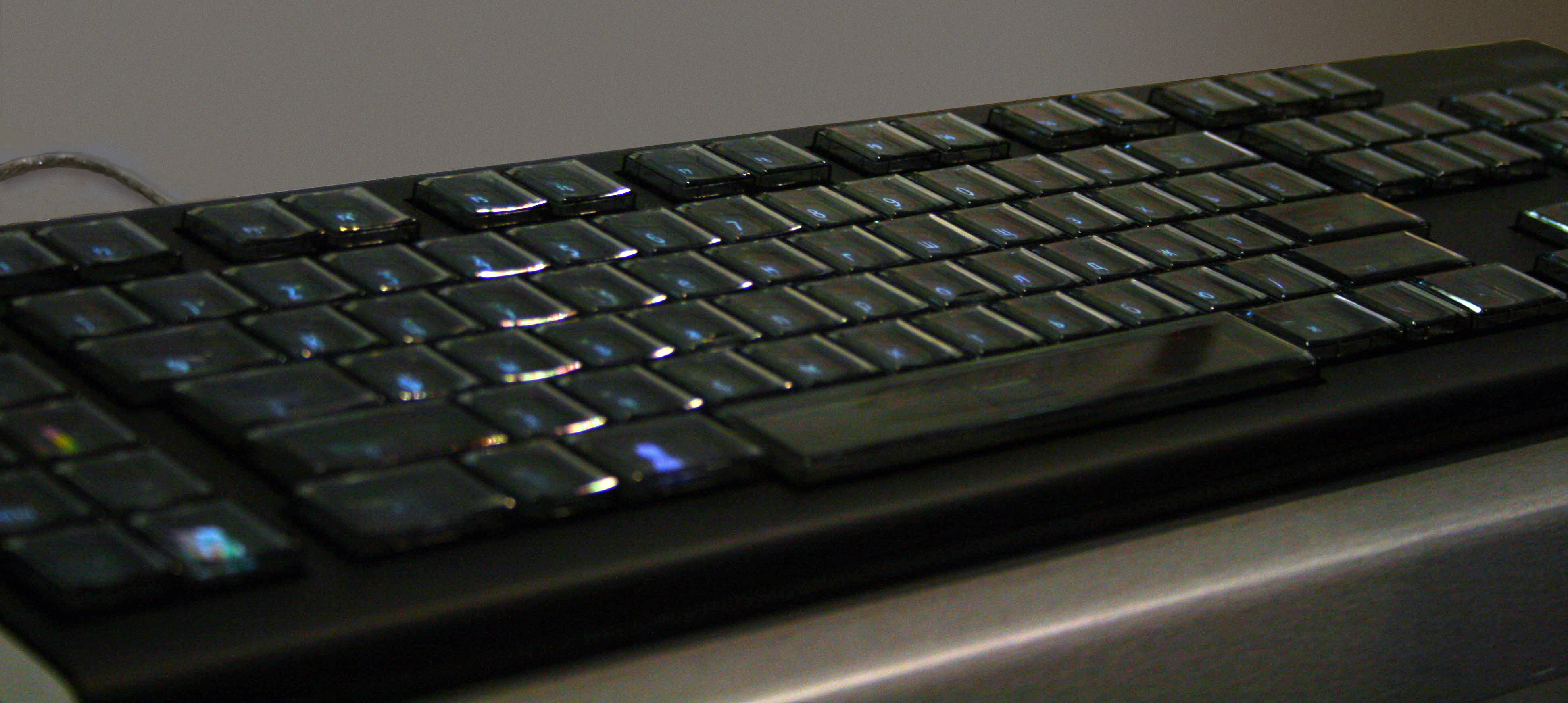
Внешний вид клавиатуры «Оптимус Максимус»

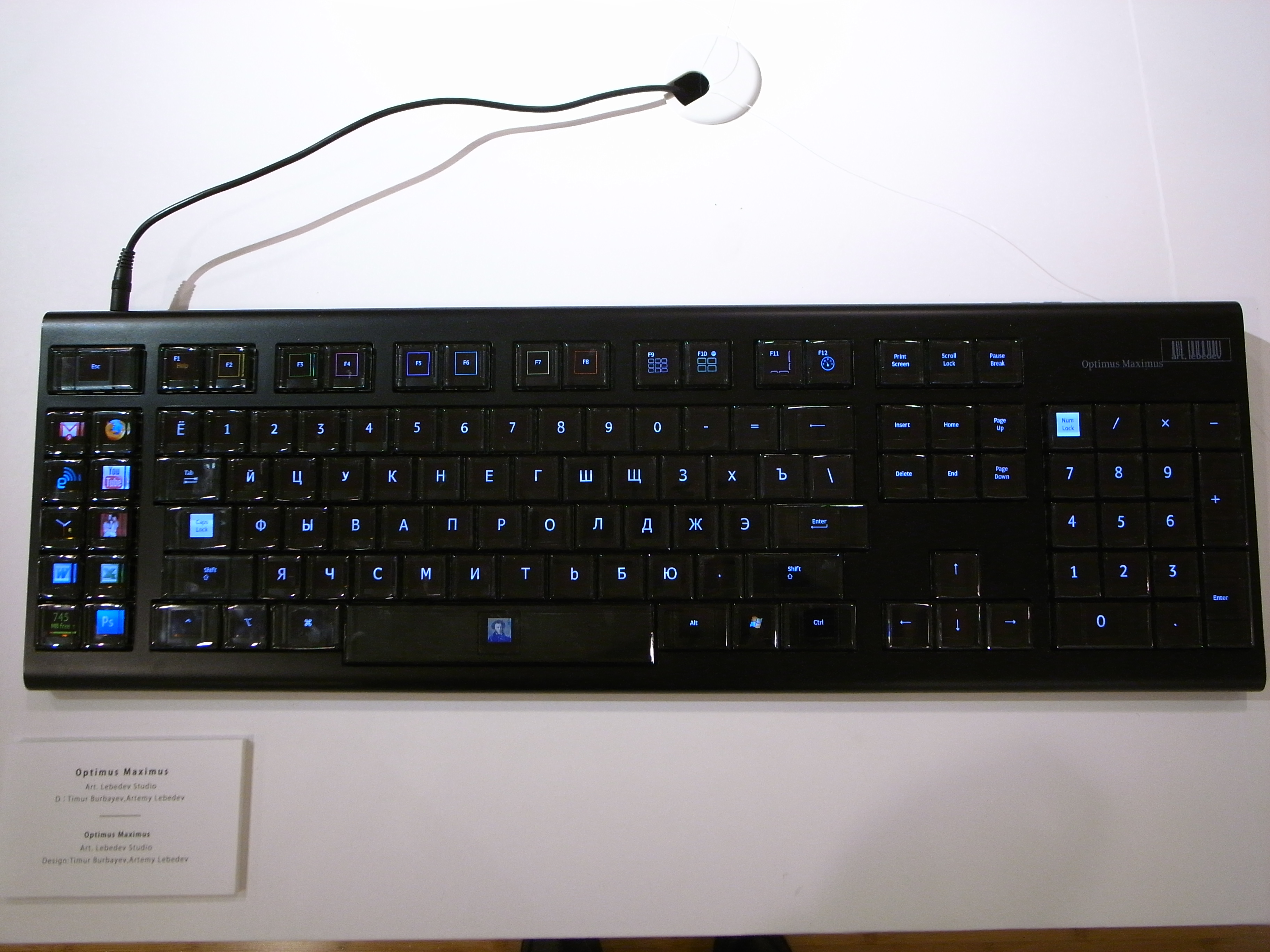
Кириллическая раскладка

«Оптимус» — серия компьютерных клавиатур с кнопками, которые представляют собой дисплеи. Разработка принадлежит Студии Артемия Лебедева.
Кнопка-дисплей (КД) представляет собой обычную механическую кнопку, внутрь которой встроен дисплей (в данном случае OLED-технологии), на который программно может выводиться различная актуальная на данный момент (и специфичная для каждого из приложений) информация — различные раскладки клавиатур, пиктограммы, служебная информация и т. п., что, по идее, должно привести к снижению нагрузки на пользователя, например отсутствие необходимости в запоминании множества сочетаний клавиш и т. д..
Идея о возможном создании клавиатуры, где «обозначение клавиш будет осуществляться с помощью миниатюрного дисплея», была высказана, в частности, профессором Калифорнийского университета в Сан-Диего Дональдом Норманом в 1988 году, и позже имела несколько реализаций.
Клавиатура была впервые заявлена и попала на Slashdot 14 июля 2005 года, а датой первого выпуска был объявлен «конец 2006 года», который впоследствии неоднократно переносился, в результате чего журналом Wired проект дважды объявлялся Vaporware года: 10-е место в 2006 и 4-е место в 2007 годах.
Заказ на производство клавиатуры размещён на электронных предприятиях на Тайване. Первые образцы (с цветными КД) были выпущены  в конце февраля 2008 года. В итоге клавиатура была выпущена серийно (но не с цветными, как предусматривалось изначально, а с монохромными КД и с маленькой клавишей «Ввод»), и с 15 сентября 2008 года поступила в продажу
.

Стоимость клавиатуры в розничной продаже на начало 2010 года составляла ~2000 долларов.

## Программное обеспечение и драйверы
Само по себе устройство без сопутствующего ПО даже менее информативно, чем обычная клавиатура, так как по умолчанию умеет отображать только американскую раскладку QWERTY. В клавиатуре есть SD-карта с изображениями и настройками клавиш, содержимое которой можно самостоятельно менять, но такие изменения фактически определяют лишь статичный режим работы устройства. Кроме возможности дисплеев менять изображения клавиш, их коды также можно перепрограммировать.

### «Оптимус-конфигуратор»
Приложение для настройки и управления клавиатурой в реальном времени было выпущено в двух версиях: для PC (ОС Windows) и Mac (Mac OS). Разрабатывалось студией Лебедева во взаимодействии с сообществом пользователей. ПО бесплатное, доступно для свободной загрузки с сайта студии, но исходные коды закрыты. 
Интерфейсы версий под разные ОС отличаются друг от друга, поскольку их создавали отдельные команды, а кроме того, различаются и возможности используемых ОС и языков программирования.
В обеих версиях была применена идеология «условия» — «слои», то есть в зависимости от набора условий активизируется тот или иной слой, который является набором настроек изображений и действий, присущих клавишам. В набор по умолчанию входит поддержка системных языковых раскладок, в рамках которых можно менять лишь внешний вид символов (знаки и скан-коды клавиш остаются неизменными, как и условия активации этих слоёв). В дополнительных слоях можно назначить условия активирования, назначить любой клавише изображение и действие при её нажатии. 
Обе версии поддерживают подключаемые функции из внешних модулей («штепселей» в терминологии студии). 
Ядро Mac-версии обладает дополнительными возможностями, ключевой из которых является возможность наложения изображений из разных слоёв.

### «Штепсели»
Так называются плагины к программе-конфигуратору. Интерфейс плагинов открыт и любой желающий может реализовать свою собственную функцию. В стандартной поставке есть более 10 плагинов, разработанных в Студии, среди которых часы, статус почтового ящика, видео, запуск программ, транслятор строк, эмулятор лопания пузырьковой упаковки и прочие. Набор плагинов отличается между Mac- и PC-версиями.

### Мини-конфигуратор
Программное обеспечение реализует примерно те же возможности, только адаптировано к трехкнопочной идеологии Optimus-Mini и учитывает тот факт, что Optimus-Mini не является клавиатурой с точки зрения стандартного оборудования для компьютера.

## Критика
Не обращая внимания на высокое качество дизайна и исполнения и в целом весьма притягательный образ, реальный пользователь может столкнуться с бесполезностью применения самой идеи — активности всех изображений на клавиатуре. Без широчайшего набора слоёв и штепселей в свободном доступе извлечение какой-либо пользы из устройства, кроме эстетического удовольствия, становится проблемой самого пользователя. Подвох состоит в том, что пока пользователь кропотливо вручную настроит своё любимое приложение (как правило, содержащее огромное количество «горячих клавиш», требующих запоминания), он просто-напросто выучит эти клавиши наизусть. Более же замысловатый тюнинг настроек требует ещё больших усилий и рядовому пользователю скорее недоступен. Однако эта проблема разрешается при получении готовых профилей под это приложение.

Таким образом, будущее устройства в значительной мере зависит от самого сообщества, поддерживающегося устройство, так как популярных приложений слишком много, чтобы охватить адаптацию к ним усилиями лишь самой Студии Лебедева, да и приоритетность их выбора зависит от статистики именно Maximus-пользователей.